# Municipio de Torning (Minnesota)
El municipio de Torning (en inglés: Torning Township) es un municipio ubicado en el condado de Swift en el estado estadounidense de Minnesota. En el año 2010 tenía una población de 440 habitantes y una densidad poblacional de 5,07 personas por km².

## Geografía
El municipio de Torning se encuentra ubicado en las coordenadas 45°16′27″N 95°33′7″O / 45.27417, -95.55194. Según la Oficina del Censo de los Estados Unidos, el municipio tiene una superficie total de 86.83 km², de la cual 86,83 km² corresponden a tierra firme y (0,01 %) 0,01 km² es agua.

## Demografía
Según el censo de 2010, había 440 personas residiendo en el municipio de Torning. La densidad de población era de 5,07 hab./km². De los 440 habitantes, el municipio de Torning estaba compuesto por el 96,36 % blancos, el 0,23 % eran afroamericanos, el 0,23 % eran amerindios, el 0,23 % eran asiáticos, el 1,59 % eran de otras razas y el 1,36 % eran de una mezcla de razas. Del total de la población el 4,55 % eran hispanos o latinos de cualquier raza.